# Svenska UMTS-nät AB
Svenska UMTS-nät AB, SUNAB, är ett av Tele2 och Telia Company gemensamägt infrastrukturbolag. SUNAB bildades 2001 och har till uppgift att bygga, äga och driva sina båda moderbolags gemensamma mobiltelefoninät för tredje generationens mobiltelefonisystem, 3G (UMTS).